# دای ساتو (بازیکن فوتبال)
دای ساتو (ژاپنی: 佐藤 大؛ زادهٔ ۱۶ اوت ۱۹۷۱) یک بازیکن فوتبال اهل ژاپن است.
از باشگاه‌هایی که در آن بازی کرده‌است می‌توان به باشگاه فوتبال کاشیوا ریسول اشاره کرد.